# Гранатов Юрій Миколайович
Юрій Миколайович Грана́тов (рос. Юрий Николаевич Гранатов; нар. 21 січня 1925, Тюмень — пом. 15 серпня 2013, Севастополь) — російський театральний режисер і актор.

## Біографія
Народився 21 січня 1925 року в місті Тюмені (тепер Росія) в сім'ї акторів. У 1941 році закінчив середню школу у місті Мічурінську, де з вересня 1941 по вересень 1942 року служив актором місцевого театру. З батьками виїхав в евакуацію до Ташкенту, де так само став грати в Державному театрі російської драми. Одночасно навчався в театральній студії Московського театру імені Ленкомсомолу (клас Серафими Бірман).
У 1943 році добровольцем вступив до лав Червоної армії, був направлений на навчання до Харківського військово-хімічне училище, яке закінчив у 1944 році. З січня 1945 року брав участь у німецько-радянській війні в якості командира взводу, пройшов Румунію, Австрію, Угорщину, Чехословаччину. Служив в армії до серпня 1946 року, звільнився у військовому званні старшого лейтенанта.
Впродовж 1946—1948 років служив актором Тюменського драматичного театру, у 1948—1951 роках — актором Вологодського драматичного театру. У вересні 1951 року перейшов у Пензенський обласний драматичний театр імені Анатолія Луначарського. Одружився з молодою примою театру — Людмилою Лозицькою. З 1957 року почав пробувати себе в режисурі, а в 1961 році став режисером театру.
У 1964 році закінчив річні режисерські курси при Державному інституті театрального мистецтва в Москві. Дипломна робота — спектакль за творами Михайла Лермонтова «Дивна людина».
З липня 1967 року працював режисером редакції «Суботній екран» на Пензенської студії телебачення, одночасно був режисером телетеатру. З 15 травня 1969 року — головний режисер телестудії.
Впродовж 1971–1979 років — режисер-постановник, у 1990—2009 роках — головний режисер Севастопольського драматичного театру імені Бориса Лавреньова. Останні роки працював режисером театрального колективу Севастопольського будинку офіцерів російського флоту. Помер у Севастополі 15 серпня 2013 року.

## Поставлені вистави
в Пензі
- «Шторм» Володимира Біль-Білоцерківського;
- «Піднята цілина» Михайла Шолохова;
- «Антоній і Клеопатра» Вільяма Шекспіра;
- «Варвари» Максима Горького;
- «Замок Броуді» Арчибальда Кроніна;
- «Одруження Белугина» Олександра Островського;

в Севастополі
- «Голубі олені» Олексія Коломійця (1975);
- «У списках не значився» за Борисом Васильєвим (1975);
- «Баня» Володимира Маяковського (1979);
- «Чума обом родинам вашим» Григорія Горіна (1998);
- «Кримінальне шоу» Л. Медведовського (2000–2004);
- «Лицарські пристрасті» Валентина Красногорова (2000–2004);
- «Підступність і кохання» Фрідріха Шиллера (2000–2004).

## Відзнаки
- Медаль «За перемогу над Німеччиною»[3];
- Заслужений діяч мистецтв УРСР з 1977 року;
- Орден Богдана Хмельницького І-го ступеня (2001);
- Заслужений діяч мистецтв Росії з 2005 року[2].